# Heinrich Immanuel Klüpfel
Heinrich Immanuel Klüpfel (* 15. Juli 1758 in Stuttgart; † 31. Dezember 1823 ebenda) war ein deutscher Rechtswissenschaftler und Politiker.

## Leben
Klüpfel war der Sohn eines Stuttgarter Stadtschreibers. Er besuchte das Stuttgarter Gymnasium illustre und ging anschließend 1777 zum Studium der Rechtswissenschaft an die Universität Tübingen. 1779 wechselte er an die Universität Göttingen, an der er ein eifriger Schüler des Rechtsgelehrten Johann Stephan Pütter gewesen sein soll.
Klüpfel wollte nicht der unter Herzog Carl Eugen von Württemberg üblichen Praxis des Ämterkaufs folgen und konnte daher zunächst nicht in den Staatsdienst gelangen. Er ließ sich daher als Advokat nieder. Er wurde 1787 zum Stadtconsulenten ernannt und 1796, nachdem er sich bereits einiges Vertrauen in der Bevölkerung erarbeitet hatte zum Bürgermeister der Stadt Stuttgart gewählt. Als solcher wurde er auch zum Vertreter der Stadt bei der Landesvertretung und 1797 zum Mitglied des engeren landschaftlichen Ausschusses gewählt. Er gehörte darin zu den Widersachern des Herzogs Friedrich II. von Württemberg im Kampf gegen dessen Eingriffe in die Verfassung. Klüpfel avancierte zum Führer der ständischen Opposition. Von 1815 bis 1817 war er schließlich für Stuttgart Abgeordneter der Württembergischen Landstände.
Nach dem Regierungsantritt König Wilhelms von Württemberg führte dieser eine Justizreform durch und gründete das Obertribunal Stuttgart als höchstes Landesgericht für das Königreich Württemberg. An diesem wurde Klüpfel 1817 als einer der ersten Juristen berufen und zum Obertribunalrat ernannt. Er soll diesem Amt mit viel Eifer nachgekommen sein. Er verstarb im Amt.

## Trivia
Der Dichter Ludwig Uhland widmete dem Oppositionsführer Klüpfel eine Strophe in einem Festgedicht zum 18. Oktober 1815:
Den Mann, der, unserer Stadt entsprossen,

Stets ihres Wohles treu gedacht,

Dem wir uns innigst angeschlossen,

Der unser Theuerstes bewacht;

Der unerschüttert ausgehalten

Im Sturm der schreckenvollen Zeit,

Und der auch jetzt mit kräft’gem Walten

Dem neuen Werk sein Leben weiht.

## Publikationen
- Über einzelne Theile des bürgerlichen Rechts, Stuttgart 1817.
- Ueber die Ascendentenfolge nach Longobardischen Lehenrechte, Stuttgart 1804.
- Kurze Übersicht der Gründe, welche die von Sr. Kf. Durchl. von Wirtemberg ... verhängten Unters. Kommissionen als ... verfassungswidrig darstellen, Baz, Regensburg 1804.